# 3 Türken und ein Baby
3 Türken und ein Baby is een Duitse komische speelfilm uit 2015 van Sinan Akkus. De hoofdrollen worden gespeeld door Kostja Ullmann, Kida Ramadan, Eko Fresh en Jytte-Merle Böhrnsen. De titel is een knipoog naar (de Duitse titels van) de Franse film Trois hommes et un couffin (Duits: Drei Männer und ein Baby) en haar Amerikaanse remake Three Men and a Baby (Duits: Noch drei Männer, noch ein Baby), die net als deze film gaan over drie vrijgezelle mannen die plotseling voor een baby moeten zorgen.
De première vond plaats op 13 januari 2015 in Main-Taunus-Zentrum. De film verscheen vanaf 22 januari 2015 in de Duitse bioscopen, en was vervolgens in meerdere andere landen te zien via streamingdienst Netflix. In Duitsland zelf verscheen de film vanaf 1 september 2018 op Netflix.

## Verhaal
De drie volwassen Turks-Duitse vrijgezelle broers Celal, Sami en Mesut wonen nog altijd in hun ouderlijk huis in Frankfurt am Main, en proberen zonder veel succes de bruidsmodewinkel van hun overleden ouders voort te zetten. De huisbaas heeft hen een ultimatum gegeven om de achterstallige huur van het winkelpand te betalen, waardoor de broers zich elk op hun eigen manier beraden op de toekomst. Celal wil de winkel omzetten naar een GSM-winkel, en kan zijn ex-vriendin Anna niet uit zijn hoofd zetten. Sami heeft last van woede-uitbarstingen, die het daten in de weg zitten. Mesut wil doorbreken als rapper, en is kort geleden praktiserend moslim geworden. 
Tijdens een poging om aan geld te komen om de huur te betalen, worden de broers opgescheept met de baby van Celals ex-vriendin Anna. De broers nemen het meisje op sleeptouw bij hun zoektocht naar geld, en hebben elk hun eigen kijk op de opvoeding. 

## Hoofdrollen
- Kida Ramadan: Sami Yildiz (de oudste broer)
- Kostja Ullmann: Celal Yildiz (de middelste broer)
- Eko Fresh: Mesut Yildiz (de jongste broer)
- Jytte-Merle Böhrnsen: Anna Kemper (ex-vriendin van Celal Yildiz)
- Baby Clara: Baby Nala (baby van Anna)

## Onderscheidingen
- 2015: Genomineerd voor de CIVIS mediaprijs
- 2015: Deutsche Film- und Medienbewertung (FBW) – predicaat "de moeite waard"